# Proteus (бактерії)
Проте́й (Proteus) — рід бактерій, що належать до родини Enterobacteriaceae. Представник нормальної, умовно-патогенної мікрофлори кишки людини.

## Будова та стійкість
Всі представники роду Proteus — грам-негативні палички із закругленими кінцями, розміром 0,4 — 0,6 мкм у товщину і 1 — 3 мкм у довжину. Спор і капсул не утворюють, є перитрихами. Схильні до поліморфізму, спостерігаються коковидні і ниткоподібні форми. Іноді зустрічаються і нерухомі варіанти, позбавлені джгутиків (О-форма). Факультативні анаероби, хемоорганотрофи.

Протей добре росте на звичайних поживних середовищах. На щільних середовищах утворює два види колоній: великі, прозорі, з рівними краями (О-форма) і колонії, що утворюють на поверхні середовища суцільний хвилеподібний наліт — так званий феномен роїння (Н-форма).

Для бактерій з роду Proteus оптимальна температура росту 25 — 37 °C; гинуть при 60 °C протягом 1 години, при 80 °C — за 5 хвилин. Бактерії стійкі до низьких температур, переносять триразове поперемінне заморожування і відтавання. 1%-ний розчин фенолу викликає загибель протея через 30 хвилин.

## Ферментативні властивості
Представники роду Proteus ферментують глюкозу з утворенням кислоти і невеликої кількості газу, не ферментують лактозу і маніт, стійкі до ціаніду, утворюють уреазу і фенілаланіндезаміназу. Залежно від здатності продукувати індол, протеї поділяються на індол-негативні та індол-позитивні.

## Значення
Протей належить до числа умовно-патогенних бактерій і може бути причиною харчових отруєнь і різних гнійних захворювань.
Як санітарно-показові мікроорганізми бактерії роду Proteus разом з Є. coli, ентерококом, Cl. perfringens і бактеріофагом застосовують для санітарно-гігієнічної оцінки ґрунту, води відкритих водойм. Кількість виявлених Proteus mirabilis розглядають як показник фекального забруднення, а Proteus vulgaris — як показник забруднення об'єкта органічними речовинами.

## Цікаві факти
Назва бактерій — це ім'я сина грецького бога Посейдона, Протея, відомого своєю здатністю змінювати обличчя. Ця назва була дана протею не випадково — залежно від середовища, віку колонії, присутності різних хімічних сполук ці бактерії здатні змінювати свій зовнішній вигляд.